# André Schulze
André Schulze (Gorlitz, 21 november 1974) is een Duits voormalig wielrenner.

## Belangrijkste overwinningen
2001
- 3e en 4e etappe Baltyk-Karkonosze-Tour

2003
- 3e etappe Circuit des Ardennes
- 1e etappe Flèche du Sud
- 2e etappe Baltyk-Karkonosze-Tour
- 1e etappe deel A, 2e en 5e etappe Ronde van Brandenburg

2004
- 1e, 2e en 5e etappe Ronde van Griekenland
- 4e etappe Ronde van Japan
- 1e en 5e etappe Ronde van Tunesië
- 8e etappe Ronde van het Qinghaimeer

2005
- 4e etappe Ronde van Mallorca
- 3e etappe, deel A Five Rings of Moscow

2006
- 1e etappe Ronde van Indonesië

2007
- 1e etappe Ronde van Beieren
- 2e etappe Ronde van het Qinghaimeer

2008
- 2e etappe Szlakiem Grodòw Piastowskich
- 1e en 6e etappe Koers van de Olympische Solidariteit

2009
- 3e etappe Ronde van Turkije

2010
- Memorial Andrzeja Trochanowskiego
- 4e etappe Szlakiem Grodòw Piastowskich
- 2e, 3e en 6e etappe Koers van de Olympische Solidariteit

2011
- Memorial Andrzeja Trochanowskiego
- Neuseen Classics-Rund um die Braunkohle
- 2e etappe Koers van de Olympische Solidariteit
- Proloog Ronde van Mazovië

2012
- Neuseen Classics-Rund um die Braunkohle
- 2e en 3e etappe Koers van de Olympische Solidariteit